# Glitjärnen (Solleröns socken, Dalarna)
Glitjärnen är en sjö i Mora kommun i Dalarna och ingår i Dalälvens huvudavrinningsområde.